# L'altra Zoey
L'altra Zoey è un film del 2023 diretto da Sara Zandieh.

## Produzione
Nel dicembre 2021, è stato annunciato che Josephine Langford, Drew Starkey e Archie Renaux erano stati scelti per recitare nel film. Più tardi quel mese, fu annunciato che Andie MacDowell, Heather Graham e Patrick Fabian si erano uniti al cast e che la produzione sarebbe iniziata nella Carolina del Nord. Nel gennaio 2022, è stato riferito che Mallori Johnson, Maggie Thurmon, Jorge López, Gabriella Saraivah e Amalia Yoo si erano uniti al cast del film.

## Distribuzione
Il film ha avuto una distribuzione limitata nelle sale cinematografica ad opera della Brainstorm Mediail 20 ottobre 2023 In seguito è stato distribuito in formato streaming e come video on demand da Amazon Prime Video.

## Colonna sonora
La colonna sonora del film include una varietà di brani che accompagnano le vicende della protagonista, riflettendo le sue emozioni e i momenti salienti della narrazione. Tra i brani presenti:
- Get Up – San Fernando Ramblers
- Product of Capitalism – John Swihart
- What I Like About You – The Romantics
- Nightvisions – The Technicolors
- Why Not – Becca Lynn
- It Was Easy For Me – The Studio Group
- Sunshine – The Jaynetts
- Spectrum – Andrew Belle
- Good Day for Living – Joe Nichols
- Gimmer – Nicole Serrano
- Upside of Down – SVRCINA
- Used To – Lila Drew
- Holding On – Akylla
- Wow! – Bubble Club!
- Magical – Alltop
- Pizza siciliana – scritta e interpretata da Carlo Colombo[5]

La colonna sonora originale è stata composta da John Swihart ed è disponibile su diverse piattaforme di streaming musicale.

## Accoglienza
Il film ha incassato 168.099 dollari.

### Critica
Sul sito Rotten Tomatoes, l'80% delle 15 recensioni sono positive, con una valutazione media di 6,2/10.
Dennis Harvey di Variety lo ha definito "un diversivo abbastanza piacevole per coloro che desiderano ritmi di genere familiari suonati dai soliti attori attraenti nelle consuete ambientazioni attraenti."